# 피트페이퍼
피트페이퍼(Featpaper)은 주식회사 피트가 2023년 2월 서비스를 시작한 인터랙티브 PDF 기반의 문서 공유 및 열람 분석 소프트웨어다. 현재 피트페이퍼는 웹 기반 SaaS 형태로 제공되고 있다. 
2023년 2월 국내 정식 서비스를 출시했다. 2024년 2월 글로벌 서비스를 출시했으며, 현재는 피그마, 파워포인트, 어도비 익스프레스 등 각 문서 생성 툴과 연동할 수 있는 플러그인을 제공 중이다.

## 기능 및 서비스
주요 기능은 PDF 문서에 동영상, GIF, 링크 등 멀티콘텐츠를 삽입하는 Motion PDF 기능과 열람자의 행동 데이터를 실시간으로 수집·분석할 수 있는 문서 애널리틱스 기능이다. 주요 활용처는 제안서, 피치덱, 마케팅 콘텐츠 등 B2B 커뮤니케이션 문서이며, 기업 내 세일즈팀이나 마케팅 팀에서 열람 이력과 리드 수집 기능을 통해 후속 대응을 할 수 있도록 지원한다.
- 문서 내 인터랙티브 콘텐츠 삽입 (영상, 이미지, 버튼, 팝업 등)
- 리드 수집 폼 삽입 및 응답 정보 수집
- 열람 이력 분석 (페이지별 체류 시간, 클릭, 반복 열람 등)
- 문서 공유 링크 생성 및 접근 권한 설정
- 외부 툴 연동 (Figma, PowerPoint, Adobe Express 등)
- 다국어 지원 (한국어, 영어 등)

## 같이 보기
- 주식회사 피트